# Aliança de Cônjuges de Chefes de Estado e Representantes
A Aliança de Cônjuges de Chefes de Estado e Representantes (em espanhol: Alianza de Cónyuges de Jefes de Estado y Representates) é um grupo composto por primeiras-damas de 15 países das Américas. O objetivo principal dessa aliança é a criação e implementação de projetos sociais voltados para crianças e mulheres em suas respectivas nações.
A ideia da Aliança foi concebida pela ex-primeira-dama do Paraguai, Silvana Abdo, com o intuito de promover a cooperação entre os países participantes e fortalecer as iniciativas sociais em andamento. Reconhecendo a importância do papel das primeiras-damas na sociedade, a Alma visa criar um ambiente propício para a troca de ideias e conhecimentos, com foco no desenvolvimento de programas e projetos que abordem questões críticas enfrentadas por crianças e mulheres nas Américas.
Por meio de reuniões periódicas, conferências e atividades conjuntas, a Aliança busca impulsionar a implementação de soluções inovadoras, baseadas em boas práticas identificadas em diferentes países. Ao promover a colaboração entre os membros, a Aliança visa fortalecer as iniciativas existentes e maximizar o impacto das ações em prol de grupos vulneráveis da sociedade.
Além disso, a Aliança de Cônjuges de Chefes de Estado e Representantes busca ampliar sua rede de parceiros e estabelecer parcerias estratégicas com organizações internacionais, governamentais e da sociedade civil. Ao fazê-lo, a Aliança visa fortalecer sua capacidade de implementar programas de impacto regional e mobilizar recursos para apoiar iniciativas sociais de forma sustentável.
Por meio da colaboração e da busca por soluções conjuntas, a Aliança de Cônjuges de Chefes de Estado e Representantes busca promover mudanças positivas nas vidas de crianças e mulheres nas Américas, contribuindo para o desenvolvimento social e o bem-estar de suas respectivas comunidades.
Desde 24 de setembro de 2024, a atual coordenadora-geral é a primeira-dama do Panamá, Maricel Mulino.

## Participantes

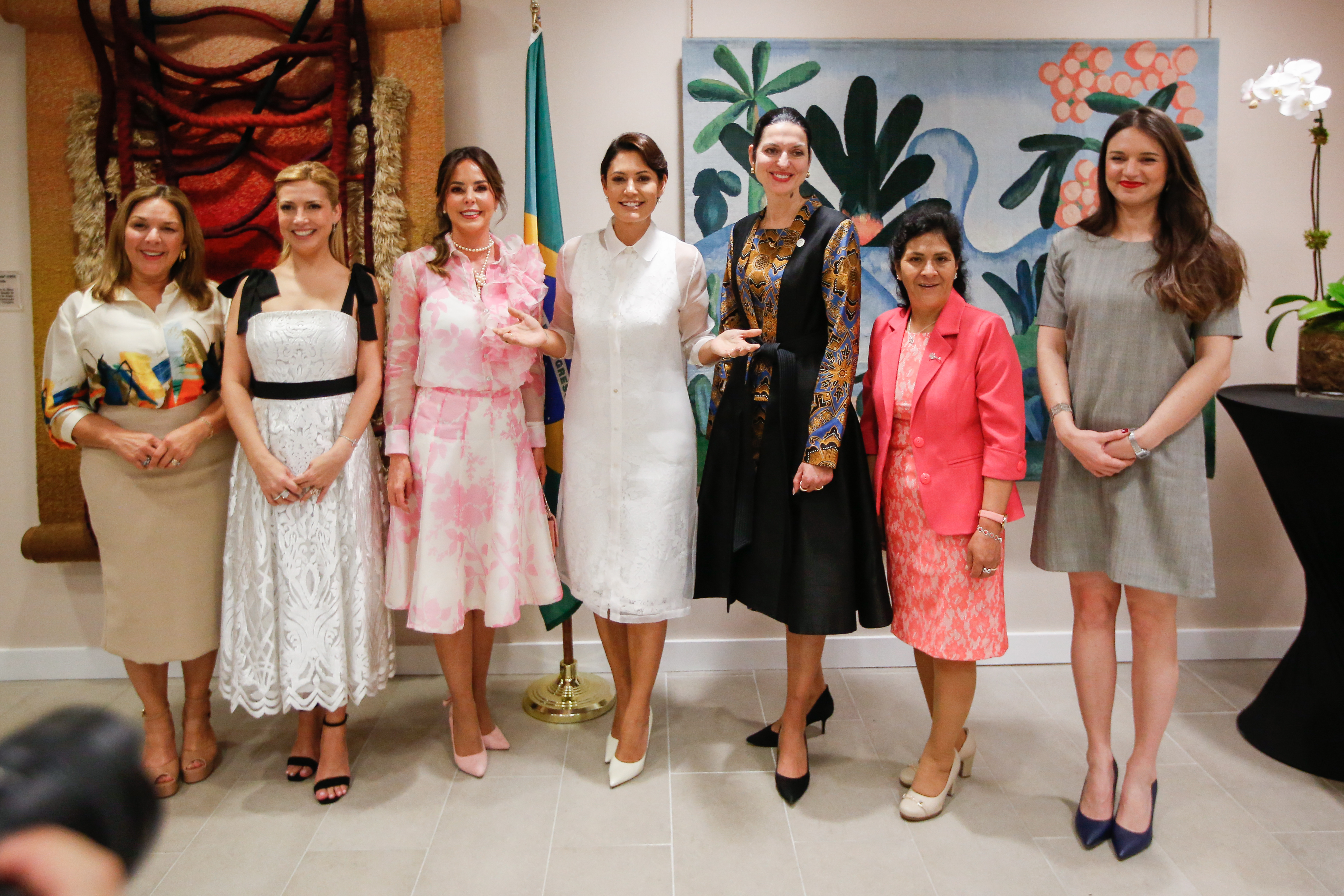
As primeiras-damas do Equador, Argentina, Paraguai, Brasil, Costa Rica, Peru e Chile na Reunião da Aliança de Cônjuges de Chefes de Estado e Representantes em Nova Iorque, em setembro de 2022.

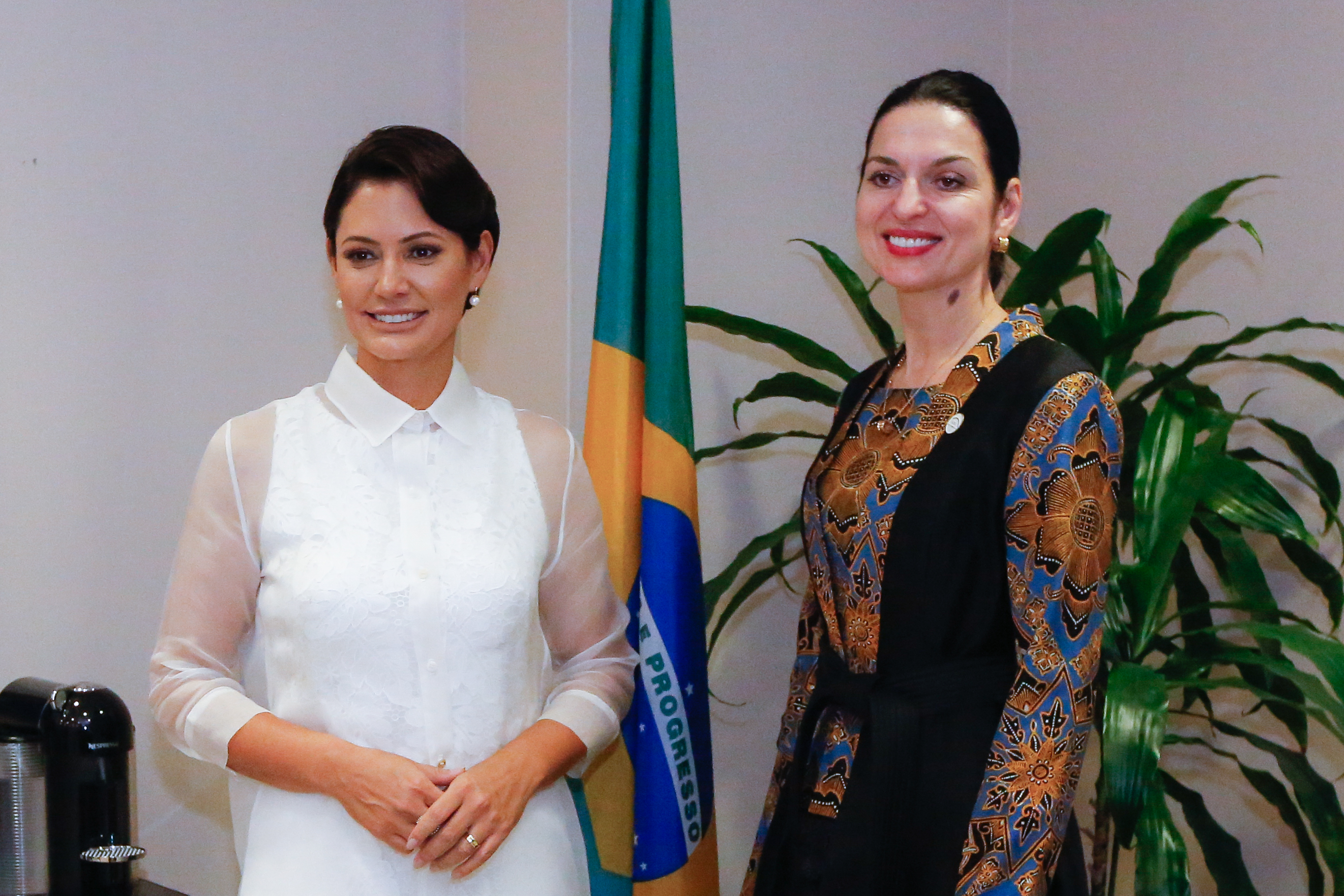
Michelle Bolsonaro, primeira-dama do Brasil, passa o bastão de coordenadora-geral da ALMA para Signe Zeikate, primeira-dama da Costa Rica, em setembro de 2022.

As primeiras-damas e representantes da Argentina, Bolívia, Brasil, Chile, Colômbia, Costa Rica, Equador, Estados Unidos, Guatemala, Honduras, México, Panamá, Paraguai, Peru e República Dominicana são:
| País                 | Fotografia | Primeira-dama             | Desde                  | Ex-membros                                        | Referências |
| -------------------- | ---------- | ------------------------- | ---------------------- | ------------------------------------------------- | ----------- |
| Argentina            | [ nota 1 ] | [ nota 1 ]                | 10 de dezembro de 2023 | Juliana Awada Fabiola Yáñez                       |             |
| Bolívia              | [ nota 2 ] | [ nota 2 ]                | 10 de novembro de 2019 | Adriana Salvatierra                               |             |
| Brasil               |            | Rosângela Lula da Silva   | 1º de janeiro de 2023  | Michelle Bolsonaro                                | [ 8 ]       |
| Chile                | [ nota 3 ] | [ nota 3 ]                | 16 de novembro de 2023 | Cecília Morel Irina Karamanos                     |             |
| Colômbia             |            | Verónica Alcocer          | 7 de agosto de 2022    | Juliana Ruiz                                      | [ 9 ]       |
| Costa Rica           |            | Signe Zeikate             | 8 de maio de 2022      | Claudia Dobles Camargo                            | [ 10 ]      |
| Equador              |            | Lavinia Valbonesi         | 25 de novembro de 2023 | Rocío González de Moreno Maria de Lourdes Alcívar | [ 11 ]      |
| Estados Unidos       |            | Melania Trump             | 20 de janeiro de 2025  | Jill Biden                                        | [ 12 ]      |
| Guatemala            |            | Lucrecia Peinado          | 14 de janeiro de 2024  | Patricia Morales                                  | [ 13 ]      |
| Honduras             | [ nota 4 ] | [ nota 4 ]                | 27 de janeiro de 2022  | Ana García Hernández                              |             |
| México               | [ nota 5 ] | [ nota 5 ]                | 1º de outubro de 2024  | Beatriz Gutiérrez Müller                          |             |
| Panamá               |            | Maricel Mulino            | 1º de julho de 2024    | Lorena Castillo Yasmín Cortizo                    | [ 14 ]      |
| Paraguai             |            | Leticia Ocampos           | 15 de agosto de 2023   | Silvana Abdo                                      | [ 15 ]      |
| Peru                 | [ nota 6 ] | [ nota 6 ]                | 7 de dezembro de 2022  | Maribel Díaz Cabello Lilia Paredes                |             |
| República Dominicana |            | Raquel Arbaje de Abinader | 16 de agosto de 2020   | Cándida Montilla de Medina                        | [ 16 ]      |

## Ex-coordenadoras-gerais
1. Silvana Abdo, ex-primeira-dama do Paraguai: 6 de agosto de 2019 a 29 de setembro de 2020;[17]
2. Fabiola Yáñez, ex-primeira-dama da Argentina: 29 de setembro de 2020 a 29 de setembro de 2021;[18]
3. Michelle Bolsonaro, ex-primeira-dama do Brasil: 29 de setembro de 2021 a 20 de setembro de 2022;[19]
4. Signe Zeikate, primeira-dama da Costa Rica: 20 de setembro de 2022 a 18 de setembro de 2023;[20]
5. Leticia Ocampos, primeira-dama do Paraguai: 18 de setembro de 2023 a 24 de setembro de 2024.[21]